# Яблунівська сільська рада (Прилуцький район)
Яблуні́вська сільська́ ра́да — адміністративно-територіальна одиниця та орган місцевого самоврядування у Прилуцькому районі Чернігівської області. Адміністративний центр — село Яблунівка.

## Загальні відомості
Яблунівська сільська рада утворена у 1966 році.
- Територія ради: 72,178 км²
- Населення ради: 1 591 особа (станом на 2001 рік)

## Населені пункти
Сільській раді підпорядковані населені пункти:
- с. Яблунівка
- с. Яблунівське

## Склад ради
Рада складається з 16 депутатів та голови.
- Голова ради: Піддубна Валентина Миколаївна
- Секретар ради: Кулик Оксана Василівна

### Керівний склад попередніх скликань
| Прізвище, ім'я, по батькові   | Основні відомості                                                                     | Дата обрання | Дата звільнення |
| ----------------------------- | ------------------------------------------------------------------------------------- | ------------ | --------------- |
| Михалко Юрій Миколайович      | Сільський голова, 1965 року народження, член Всеукраїнського об'єднання «Батьківщина» | 26.03.2006   | 23.10.2009      |
| Піддубна Валентина Миколаївна | Сільський голова, 1967 року народження, освіта вища, позапартійна                     | 20.06.2010   | 31.10.2010      |
| Піддубна Валентина Миколаївна | Сільський голова, 1967 року народження, освіта вища, позапартійна                     | 31.10.2010   |                 |

Примітка: таблиця складена за даними сайту Верховної Ради України

### Депутати
За результатами місцевих виборів 2010 року депутатами ради стали:

#### За суб'єктами висування
| Суб'єкт висування            | Кількість обраних депутатів | %    |
| ---------------------------- | --------------------------- | ---- |
| Самовисування                | 15                          | 93,8 |
| Соціалістична партія України | 1                           | 6,3  |

#### За округами
| № округу                     | Прізвище, ім'я, по батькові   | Дата визнання обраним | Освіта             | Партійна приналежність             | Відомості про обраного депутата                                                              |
| ---------------------------- | ----------------------------- | --------------------- | ------------------ | ---------------------------------- | -------------------------------------------------------------------------------------------- |
| Соціалістична партія України |                               |                       |                    |                                    |                                                                                              |
| 7                            | Василенко Ольга Володимирівна | 03.11.2010            | середня спеціальна | член Соціалістичної партії України | пенсіонер                                                                                    |
| Самовисування                |                               |                       |                    |                                    |                                                                                              |
| 1                            | Турла Іван Іванович           | 03.11.2010            | середня            | позапартійний                      | Прилуцький РЕМ, майстер                                                                      |
| 2                            | Фесай Катерина Михайлівна     | 03.11.2010            | вища               | позапартійна                       | Яблунівська загальноосвітня школа І-ІІІ ст., вчитель                                         |
| 3                            | Горбач Микола Миколайович     | 03.11.2010            | середня            | позапартійний                      | ТОВ. «Наташа — Агро», водій                                                                  |
| 4                            | Дмитренко Надія Анатоліївна   | 03.11.2010            | середня            | позапартійна                       | Яблунівська загальноосвітня школа І-ІІІ ст., педагогічний організатор                        |
| 5                            | Кулик Оксана Василівна        | 03.11.2010            | вища               | позапартійна                       | Яблунівська сільська рада, в\о секретаря яблунівської сільської ради                         |
| 6                            | Ушенко Валентин Федорович     | 03.11.2010            | середня            | позапартійний                      | тимчасово не працює                                                                          |
| 8                            | Куриленко Надія Миколаївна    | 03.11.2010            | вища               | позапартійна                       | Яблунівська загальноосвітня школа І-ІІІ ст., заступниу директора з навчально-виховної роботи |
| 9                            | Максюта Зоя Іванівна          | 03.11.2010            | вища               | позапартійна                       | Яблунівська загальноосвітня школа-інтернат І-ІІІ ст., вчитель початкових класів              |
| 10                           | Філоненко Ніна Василівна      | 03.11.2010            | вища               | позапартійна                       | Яблунівська загальноосвітня школа І-ІІІ ст., вчитель математики                              |
| 11                           | Назаренко Сергій Васильович   | 03.11.2010            | середня            | позапартійний                      | Прилуцька УТ РМР, єгер                                                                       |
| 12                           | Дробот Володимир Іванович     | 03.11.2010            | вища               | позапартійний                      | Свято-Преображенська церква, настоятель                                                      |
| 13                           | Отрошко Олена Григорівна      | 03.11.2010            | вища               | позапартійна                       | Яблунівська загальноосвітня школа І-ІІІ ст., вчитель                                         |
| 14                           | Коростій Антоніна Миколаївна  | 03.11.2010            | середня спеціальна | позапартійна                       | Яблунівська дільнична лікарня, фельдшер амбулаторії                                          |
| 15                           | Черненко Олександр Григорович | 03.11.2010            | незакінчена вища   | позапартійний                      | Яблунівська загальноосвітня школа-інтернат І-ІІІ ст., вчитель                                |
| 16                           | Кацій Галина Миколаївна       | 03.11.2010            | середня спеціальна | позапартійна                       | Яблунівська дільнична лікарня, лаборант                                                      |